# Cleorodes lichenaria
Cleorodes lichenaria là một loài bướm đêm trong họ Geometridae.

## Hình ảnh

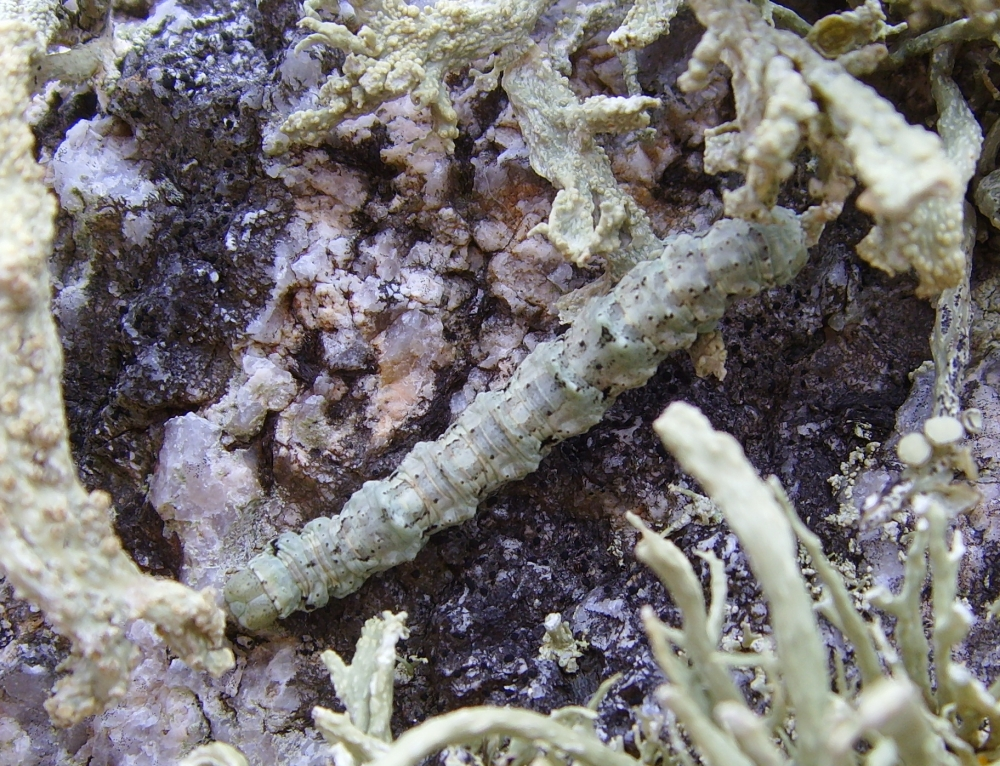
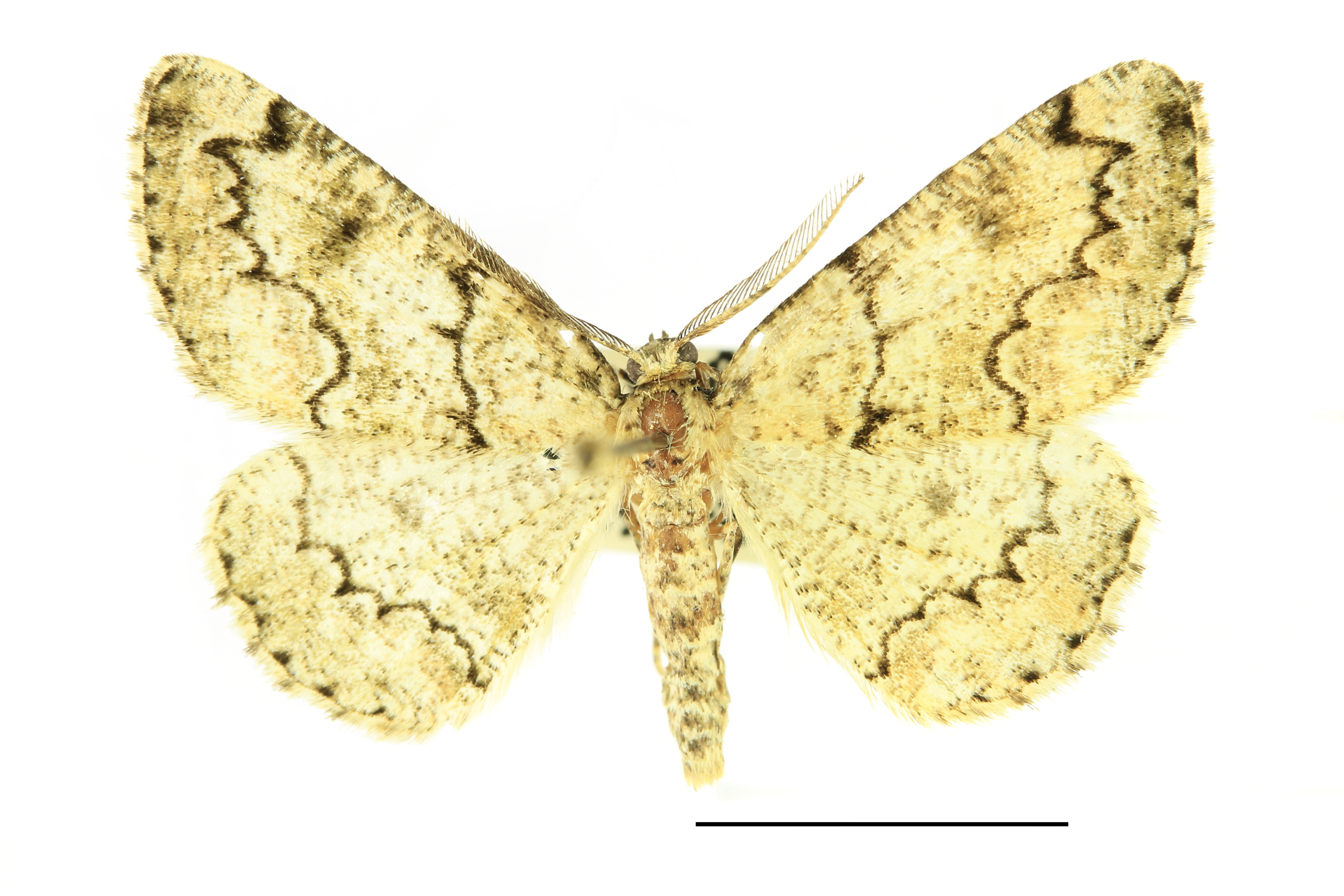
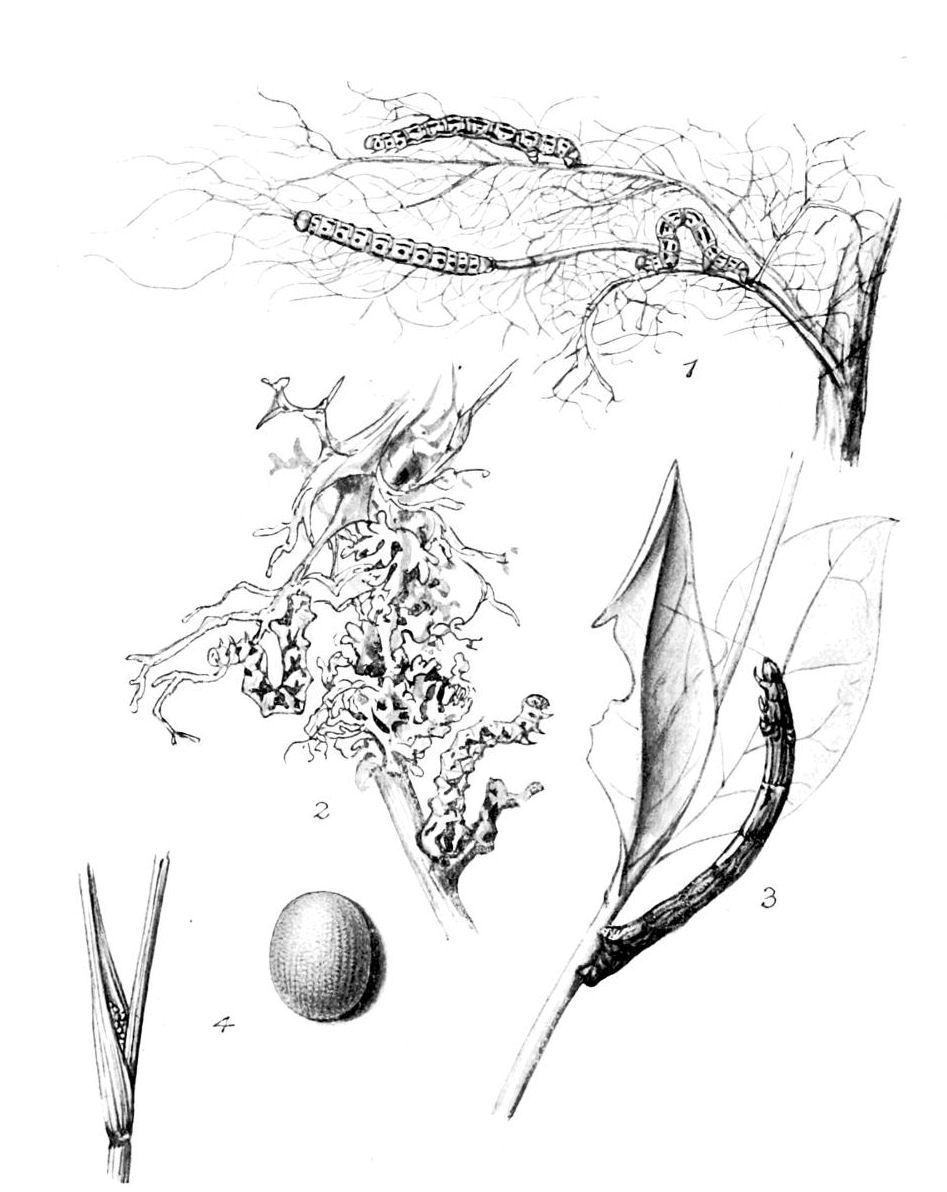
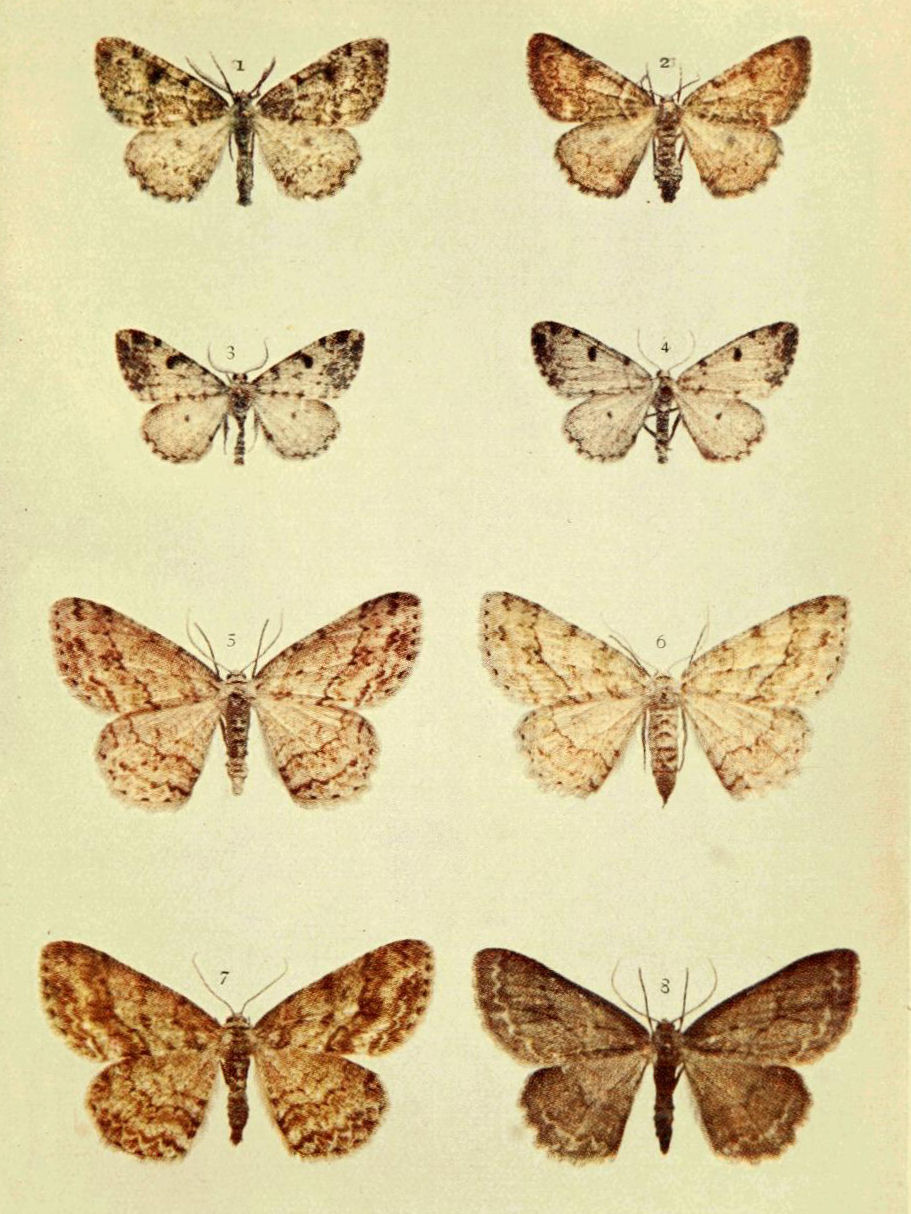